# آنیتا برنشتاین
آنیتا برنشتاین (انگلیسی: Anita Bernstein؛ زادهٔ ۱۷ ژانویهٔ ۱۹۶۱) استاد، دانشور اهل ایالات متحده آمریکا است.

## افتخارات
وی همچنین برندهٔ جوایزی همچون برنامه فولبرایت شده‌است.